# Коллінз Січеньє
Коллінз Січеньє (англ. Collins Sichenje, нар. 19 вересня 2003) — кенійський футболіст, захисник сербського клубу «Воєводина» та національної збірної Кенії. Виступав також за низку кенійських і закордонних клубів.

## Клубна кар'єра
Коллінз Січеньє народився 2003 року, та є вихованцем футбольної школи клубу «Грін Коммандос». У 2019 році Січеньє розпочав грати в основному складі команди «АФК Леопардс», в якій виступав до 2021 року. У 2021 році футболіст перейшов до грецького клубу ПАОК, де до 2022 року грав за дублюючий склад команди. У 2022 році Січеньє спочатку повернувся до «АФК Леопардс», проте ще в цьому році перейшов до шведського клубу АІК. У 2023 році шведський клуб віддав кенійця в річну оренду до фінського клубу «КуПС». З 2024 року Коллінз Січеньє грає у складі сербського клубу «Воєводина» на умовах постійного контракту.

## Виступи за збірну
У 2021 році Коллінз Січеньє дебютував у складі національної збірної Кенії. У складі збірної станом на середину червня 2025 року футболіст зіграв 4 матчі, в яких забитими голами не відзначився.